# Яунзем, Ирма Петровна
И́рма Петро́вна Я́унзем (1897—1975) — советская камерная певица (меццо-сопрано). Народная артистка РСФСР (1957). Заслуженная артистка БССР (1935). Член КПСС с 1954 года.

## Биография
И. П. Яунзем родилась 15 (27) сентября 1897 год в Минске в семье с латышскими корнями. С 1906 по 1914 гг. училась в Минской Мариинской гимназии, затем училась в Петербургской консерватории.
Ирма Яунзем собирала и исполняла песни народов мира более чем на 50 языках. С 1950 года преподавала в Московской музыкальной школе имени М. М. Ипполитова-Иванова, её учениками были Ольга Воронец, Александра Стрельченко, Любовь Бажина, Жанна Бичевская. Издала сборник «Революционные песни народов» (1931). Автор книги «Человек идёт за песней» (1968). Яунзем первой ввела в практику лекции-концерты, посвящённые народной песне. Гастролировала в Японии, Корее и Китае в 1926—1928 годах. В 1927—1928 в Германии, а в 1929—1930 в Польше. С 1950 года занималась в основном педагогической деятельностью.
И. П. Яунзем умерла 17 апреля 1975 года. Похоронена в Москве на новом Донском кладбище (4 уч.).

## Награды и звания
- заслуженная артистка БССР (1935)
- народная артистка РСФСР (1957)
- орден Трудового Красного Знамени (1967)[5]
- медали

## Память

Мемориальная доска на здании бывшей Мариинской гимназии, Минск, ул. Карла Маркса, 29

- Мемориальная доска в Минске, по адресу улица Карла Маркса, 29[6].